# Turner Contemporary

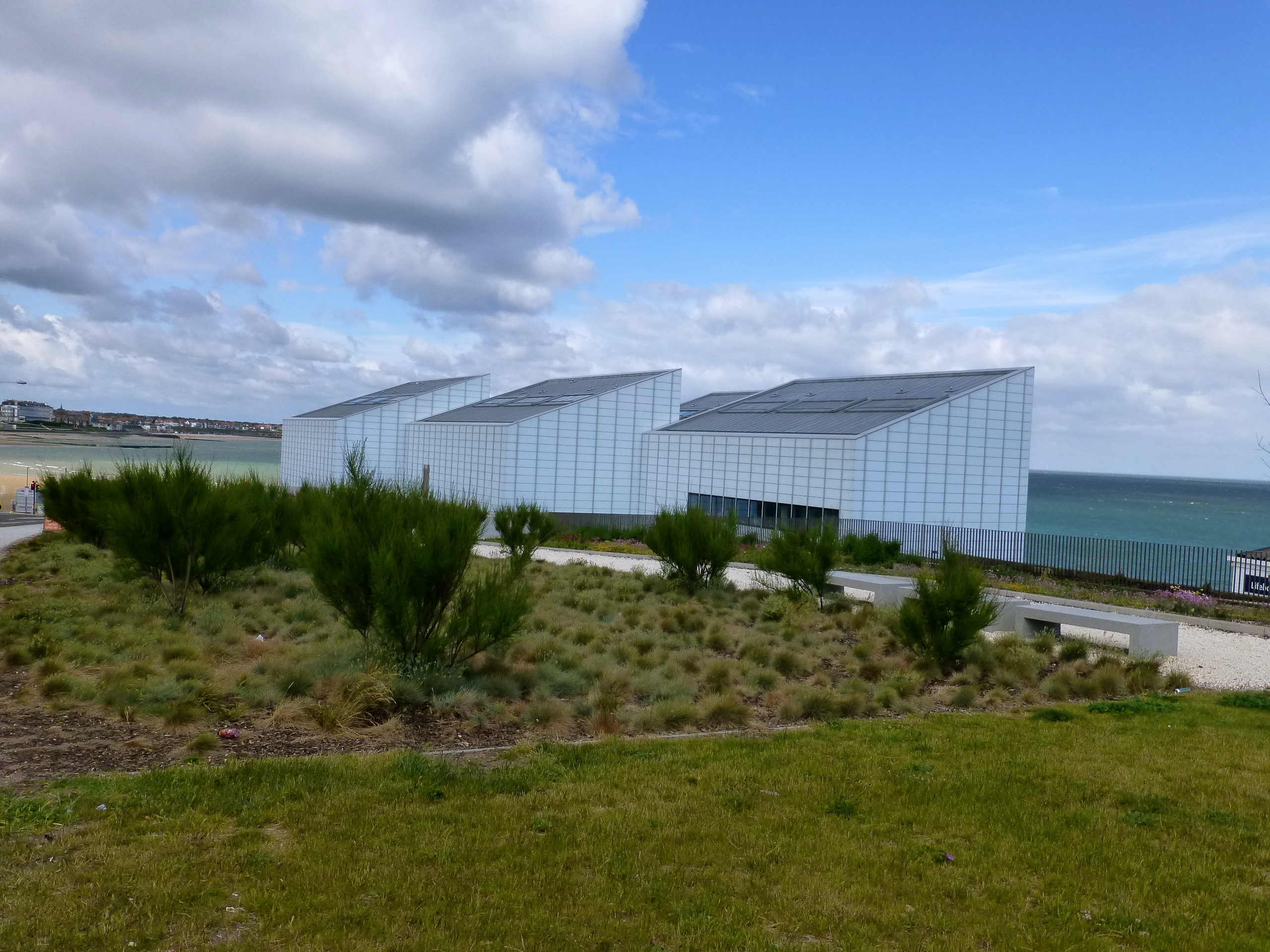
Turner Contemporary im Juni 2013

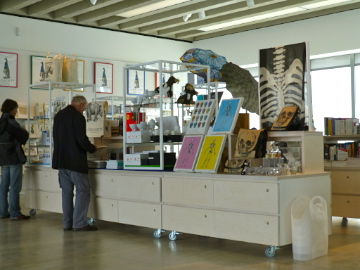
Shop Turner Contemporary im Juni 2013

Das Turner Contemporary ist ein im April 2011 eröffnetes, neu gebautes Kunstmuseum in Margate, Kent, England. Sein Name bezieht sich auf den englischen Maler J. M. W. Turner, der in Margate zur Schule ging und die Stadt und die Themsemündung bis zu seinem Lebensende regelmäßig besuchte. 

## Geschichte
Das Museum wurde 2001 in einem Architektenwettbewerb ausgeschrieben. Der erste Preis ging an Snøhetta, ein norwegisches Architekturbüro. Wegen der enormen Kosten verzichtete die Stadt Margate auf eine Ausführung des Entwurfs. Seit 2006 wurde ein verändertes, reduziertes Gebäude durch den englischen Architekten David Chipperfield geplant. Der Bau begann 2008 und wurde 2011 mit Kosten von 17,5 Millionen Pfund Sterling abgeschlossen. Die Baukosten wurden durch lokale und regionale Mittel sowie die Europäische Union aufgebracht, das Grundstück stellte der Thanet District Council zur Verfügung. Die englische Künstlerin Tracey Emin eröffnete das Museum mit ihrer bislang umfangreichsten Werkschau.

## Ausstellungen
- 2013–2014: alle Ausstellungen[1]
- 2014–2015: Edmund de Waal: Athmosphere.
- 2016: Yinka Shonibare MBE.